# Comuna Vozdvîjivka, Huleaipole
Vozdvîjivka (în ucraineană Воздвижівка) este o comună în raionul Huleaipole, regiunea Zaporijjea, Ucraina, formată din satele Jovtneve, Prîlukî și Vozdvîjivka (reședința).